# Orthocladius dubitatus
Orthocladius dubitatus är en tvåvingeart som beskrevs av Oskar Augustus Johannsen 1942. Orthocladius dubitatus ingår i släktet Orthocladius och familjen fjädermyggor. Inga underarter finns listade i Catalogue of Life.